# Брайан, Гуди
Гуди Брайан (Goode Bryan) (31 августа 1811 — 16 августа 1885) — американский плантатор, политик, офицер армии США и генерал армии Конфедерации в годы гражданской войны. Его бригада прославилась в основном своим героическим участием в сражении в Глуши, где удерживала позицию, пока не израсходовала все боеприпасы.

## Ранние годы
Брайан родился в округе Ханкок в Джорджии. В 1830 году он поступил в военную академию Вест-Пойнт и окончил её 25-м по успеваемости в выпуске 1834 года. Был определен временным вторым лейтенантом в 5-й пехотный полк. Отслужив 10 месяцев, Брайан уволился из армии, вернулся в Джорджию и занялся работами на плантации. Впоследствии он изучал право в округе Таллапоса. Некоторое время занимался политикой, участвуя в работе генеральной ассамблеи Алабамы 1843 года. В июне 1846 года Брайан вступил в 1-й алабамский пехотный полк в звании майора и участвовал в нескольких сражениях мексиканской войны. После войны возобновил юридическую практику. Женился на Анне Твиггс, дочери известного вирджинского плантатора. В 1859 году родилась их дочь Сара (по другим данным — Салли).

## Гражданская война
В 1861 году Брайон был делегатом на Совете по сецессии Джорджии. Когда началась гражданская война, он стал капитаном 16-го джорджианского пехотного полка, которым тогда командовал Хоуэлл Кобб и очень скоро был повышен до подполковника. 13 февраля Кобб ушёл на повышение и 15 февраля 1862 года Брайан стал полковником 16-го джорджианского, и командовал им до лета 1863 года. Во время Семидневной битвы его полк числился в бригаде Кобба в составе дивизии Магрудера. После сражения полк был оставлен на полуострове и присоединился к Северовирджинской армии в начале Мерилендской кампании. В ходе этой кампании полк, в составе бригады Кобба, участвовал в сражении за ущелье Крэмптона.
В ноябре 1862 года командование бригадой принял Томас Кобб. В составе этой бригады Брайан и его полк приняли участие в сражении при Фредериксберге, где им было поручено оборонять подступы к высотам Мари. Полк занимал левый фланг позиций бригады. В том сражении был ранен генерал Кобб и командование бригадой принял Уильям Уоффорд.
Весной 1863 года бригада участвовала в сражении при Чанселорсвилле, а затем — в геттисбергской кампании. Полк Брайана подошел к Геттисбергу на второй день сражения и участвовал в атаке корпуса Лонгстрита на федеральный левый фланг. В сражении был смертельно ранен генерал Пол Семмс, и Брайан принял командование джорджианской бригадой Семса. Байан командовал этой бригадой в ходе сражения при Майн-Ран, а затем она была отправлена на Запад вместе со всей дивизией Лонгстрита, и приняла участие в сражении при Чикамоге. В том сражении бригада Брайана состояла из четырёх полков:
- 10-й джорджианский пехотный полк
- 50-й джорджианский пехотный полк
- 51-й джорджианский пехотный полк
- 53-й джорджианский пехотный полк

Впоследствии бригада участвовала в Ноксвилльской кампании, а перед началом Оверлендской кампании вернулась на восток. Брайан сражался при Колд-Харборе и в первых боях сражения за Петерсберг, но 20 сентября 1864 года подал в отставку по состоянию здоровья и вернулся в Джорджию.

## Послевоенная деятельность
После войны здоровье Брайана так и не восстановилось. Он умер в 1885 году и был похоронен в Огасте на кладбище Магнолия-Семетери.